# Macropyxis adriatica
Macropyxis adriatica is een mosselkreeftjessoort uit de familie van de Macrocyprididae. De wetenschappelijke naam van de soort is voor het eerst geldig gepubliceerd in 1975 door Breman.